# Insurreição de 7 de abril de 1928
A insurreição de 7 de abril de 1928 foi um movimento revolucionário na Venezuela com tendência democrática liderado pelo capitão Rafael Alvarado Franco contra a ditadura de Juan Vicente Gómez. A insurreição fracassou e foi aplacada pelo general Eleazar López Contreras.

## Insurreição
A insurreição foi alimentada pelas ideias colhidas no Chile por seu principal protagonista, Rafael Alvarado Franco, um jovem instrutor de artilharia, nascido em 1898 em Nirgua, no estado de Yaracuy, enviado ao Peru para fazer cursos de especialização e aperfeiçoamento. Teve inicio na madrugada de 7 de abril no quartel de Miraflores, sede teórica do Poder Executivo, já que o presidente Juan Vicente Gómez despachava normalmente de Maracay, no estado de Aragua.

Os insurgentes tomaram o quartel de Miraflores e se dirigiram ao quartel San Carlos com as mesmas intenções, porém foram contidos pelo general Eleazar López Contreras. A insurreição fracassou, todos os envolvidos foram presos e julgados sob tortura e condições desumanas. O capitão Alvarado morreu na prisão do castelo de Puerto Cabello em 12 de dezembro de 1933, e a maioria de seus companheiros permaneceram na prisão até a morte do general Gómez em dezembro de 1935. O arquivo do julgamento esteve desaparecido até ser localizado em 1977 por Alexis Gallegos, filho do romancista Rómulo Gallegos, que o entregou ao historiador Rafael Ramón Castellanos, que por sua vez o publicou no ano seguinte com notas e comentários. O Capitão Alvarado declararia que 
«...mais tarde, depois da festa dos estudantes, compreendi que o estado de ânimo do povo da Venezuela, num determinado momento, era susceptível de acompanhar algum indivíduo com novas ideias (sem ser socialista) até a concretização de um plano preconcebido...».